# Luc Roosen
Luc Roosen (* 17. September 1964 in Opglabbeek, Flandern) ist ein ehemaliger Radsportler. Er war von 1986 bis 1997 Profi.

## Sportliche Laufbahn
Roosen wurde 1986 Profi bei Team von Jan Raas. Im ersten Jahr konnte zwei achte Plätze in den Gesamtwertung bei der Belgien-Rundfahrt und dem Critérium du Dauphiné erzielen. 1988 wurde Roosen Sechster bei Lüttich–Bastogne–Lüttich und Vierter bei Grand Prix de Wallonie. Die Tour de Suisse beendete er auf dem 15. Gesamtrang und einem Etappensieg. In der zweiten Jahreshälfte wurde der Fünfter bei Meisterschaft von Zürich, Zweiter bei Druivenkoers Overijse sowie Dritter bei Mailand-Turin und Vierter bei der Lombardei-Rundfahrt.
1989 wurde er Dritter bei der Lombardei-Rundfahrt. 1990 hatte Roosen ein erfolgreiches erstes Halbjahr mit dem fünften Platz bei Lüttich–Bastogne–Lüttich und einem zweiten Platz bei Amstel Gold Race, wo er sich im Sprint nur Adrie van der Poel geschlagen geben musste. Er hatte sich bereits als Sieger gefühlt und die Arme zum Sieg gehoben, als van de Poel noch an ihm vorbei fuhr. Er wurde Dritter bei der Tour de Romandie und gewann jeweils eine Etappe beim Critérium du Dauphiné und der Tour de Suisse. 1991 konnte er seinen größten Erfolg bei der Tour de Suisse 1991 feiern, wo er neben einem Etappensieg auch die Gesamtwertung gewann. Er setzte sich knapp mit 33 Sekunden Vorsprung gegen Pascal Richard durch. Im gleichen Jahr beendete er die Meisterschaft von Zürich als Neunter.
1992 konnte Roosen zwar keine Siege erzielen, konnte sich aber bei vielen Rennen gut platzieren. Er wurde Dritter beim Giro del Friuli, Fünfter beim Amstel Gold Race, Siebter beim La Flèche Wallonne, Achter Grand Prix des Amériques, Neunter bei den Straßen-Weltmeisterschaften in Benidorm und Zehnter bei den Wincanton Classic. In den nächsten Jahren konnte Roosen keine weitere guten Resultate einfahren abgesehen von dem zweiten Platz bei der Andalusien-Rundfahrt 1994, den dritten Platz bei Gent-Wevelgem 1995, dem 2. Platz bei der Österreich-Rundfahrt inklusive Etappensieg und einem 4. Platz bei Pfeil von Brabant 1997.
Nach der Saison 1997 beendete er seine Profi-Karriere.

## Erfolge
1986
- eine Etappe Critérium du Dauphiné

1987
- eine Etappe Grand Prix Midi Libre

1988
- Tour des Alpes-Maritimes et du Var
- eine Etappe Tour de Suisse

1989
- eine Etappe Andalusien-Rundfahrt
- eine Etappe Mittelmeer-Rundfahrt
- eine Etappe Schwabenbräu-Cup

1990
- Trophée des Grimpeurs
- eine Etappe Critérium du Dauphiné
- eine Etappe Tour de Suisse

1991
- eine Etappe Mittelmeer-Rundfahrt
- eine Etappe Tour du Vaucluse
- Gesamtwertung und eine Etappe Tour de Suisse

1996
- eine Etappe Österreich-Rundfahrt

## Grand-Tour-Platzierungen
| Grand Tour            | 1986 | 1987 | 1988 | 1989 | 1990 | 1991 | 1992 | 1993 | 1994 |
| --------------------- | ---- | ---- | ---- | ---- | ---- | ---- | ---- | ---- | ---- |
| Vuelta a EspañaVuelta | –    | –    | –    | –    | –    | 37   | –    | –    | –    |
| Giro d’ItaliaGiro     | –    | –    | –    | –    | –    | –    | DNF  | –    | –    |
| Tour de FranceTour    | 103  | 104  | –    | 27   | –    | –    | DNF  | 83   | 68   |

## Monumente-des-Radsports-Platzierungen
| Monument                 | 1986 | 1987 | 1988 | 1989 | 1990 | 1991 | 1992 | 1993 | 1994 | 1995 | 1996 | 1997 |
| ------------------------ | ---- | ---- | ---- | ---- | ---- | ---- | ---- | ---- | ---- | ---- | ---- | ---- |
| Mailand–Sanremo          | –    | –    | –    | 35   | –    | –    | 25   | 20   | 33   | –    | –    | –    |
| Flandern-Rundfahrt       | –    | –    | –    | –    | –    | –    | –    | –    | –    | –    | –    | –    |
| Paris–Roubaix            | –    | –    | –    | –    | –    | –    | –    | –    | –    | –    | –    | –    |
| Lüttich–Bastogne–Lüttich | –    | –    | 6    | 35   | 5    | 109  | 13   | 16   | 25   | –    | –    | 32   |
| Lombardei-Rundfahrt      | –    | –    | 4    | 3    | –    | 20   | 59   | 16   | –    | –    | –    | –    |

## Straßenradsport-Weltmeisterschafts-Platzierungen
| Weltmeisterschaft   | 1989 | 1990 | 1991 | 1992 |
| ------------------- | ---- | ---- | ---- | ---- |
| StraßenrennenStraße | 32   | –    | 23   | 9    |